# Gedenkorte der Mitglieder der Lechleiter-Gruppe
Diese Liste ist eine Aufstellung über die verschiedenen Gedenkorte und Gedenkformen der Widerstandsgruppe Lechleiter. Diese Widerstandsgruppe war im Raum Mannheim aktiv und gab die Untergrundzeitung Der Vorbote heraus. Ihr gehörten mindestens 32 Mitglieder (Mitgliederliste) an und mindestens 23 von ihnen überlebten die NS-Terrorherrschaft nicht. 19 von ihnen wurden hingerichtet. 3 Mitglieder von ihnen starben bereits vor dem Prozess. Die Liste erhebt keinen Anspruch auf Vollständigkeit.
| Name                                                                                           | REF    | Art                       | Stadt      | Stadtteil          | Straße / Weg / Platz              | Anmerkung, Bemerkung, Sonstiges                                                       | Foto |
| ---------------------------------------------------------------------------------------------- | ------ | ------------------------- | ---------- | ------------------ | --------------------------------- | ------------------------------------------------------------------------------------- | ---- |
| Philipp Brunnemer                                                                              | [ 1 ]  | Stolperstein              | Mannheim   | Gartenstadt        | Philipp-Brunnemer-Weg 3           |                                                                                       |      |
| Albert Fritz                                                                                   |        | Stolperstein              | Heidelberg |                    | Albert-Fritz-Straße 52            | letzter Wohnsitz                                                                      |      |
| Hans Heck                                                                                      | [ 2 ]  | Stolperstein              | Mannheim   | Lindenhof          | Lanzstraße                        | ehemalige Arbeitsstätte Firma Lanz                                                    |      |
| Anton Kurz                                                                                     | [ 3 ]  | Stolperstein              | Mannheim   | Lindenhof          | Lanzstraße                        | ehemalige Arbeitsstätte Firma Lanz                                                    |      |
| Georg Lechleiter                                                                               | [ 4 ]  | Gedenktafel               | Appenweier | Achern / Oberkirch |                                   |                                                                                       |      |
| Georg Lechleiter                                                                               |        | Stolperstein              | Karlsruhe  |                    | Staendehausstr 2                  |                                                                                       |      |
| Lechleiter-Gruppe bzw. Gedenkstätte an die Opfer der NS-Justiz für 27 Widerstandskämpfer/innen | [ 5 ]  | Ehrengrabstätte mit Stele | Heidelberg |                    | Bergfriedhof (Steigerweg 20)      | 11 Opfer der Gruppe fanden nach dem Krieg auf dem Bergfriedhof ihre letzte Ruhestätte |      |
| Lechleiter-Gruppe                                                                              |        | Denkmal                   | Mannheim   | Schwetzingerstadt  | Lechleiter-Platz                  | Bronzedenkmal                                                                         |      |
| Rudolf Maus                                                                                    | [ 7 ]  | Stolperstein              | Mannheim   |                    | Heidestraße 20                    | letzter Wohnort                                                                       |      |
| Ludwig Moldrzyk                                                                                | [ 8 ]  | Stolperstein              | Mannheim   | Lindenhof          | Lanzstraße                        | ehemalige Arbeitsstätte Firma Lanz                                                    |      |
| Ludwig Neischwander                                                                            | [ 9 ]  | Stolperstein              | Mannheim   | Schwetzingerstadt  | Rheinhäuser Straße 12             | ehemaliges Wohnhaus                                                                   |      |
| Bruno Rüffer                                                                                   | [ 10 ] | Stolperstein              | Mannheim   | Lindenhof          | Lanzstraße                        | ehemalige Arbeitsstätte Firma Lanz                                                    |      |
| Robert Schmoll                                                                                 | [ 11 ] | Stolperstein              | Mannheim   |                    | Boveristraße 22                   |                                                                                       |      |
| Alfred Seitz                                                                                   | [ 12 ] | Stolperstein              | Heidelberg |                    | Karlsruher Straße 46              | Initiative Heidelberger Stolpersteine                                                 |      |
| Alfred Seitz                                                                                   | [ 13 ] | Legendenschild            | Heidelberg | Neuenheim          |                                   |                                                                                       |      |
| Käthe Seitz                                                                                    | [ 12 ] | Stolperstein              | Heidelberg |                    | Karlsruher Straße 46              | Initiative Heidelberger Stolpersteine                                                 |      |
| Käthe Seitz                                                                                    | [ 13 ] | Legendenschild            | Heidelberg | Neuenheim          |                                   |                                                                                       |      |
| Daniel Seizinger                                                                               | [ 14 ] | Stolperstein              | Mannheim   |                    | Schlehenweg 9 (Gartenstadt)       |                                                                                       |      |
| Eugen Sigrist                                                                                  | [ 15 ] | Stolperstein              | Mannheim   | Lindenhof          | Lanzstraße                        | ehemalige Arbeitsstätte Firma Lanz                                                    |      |
| Henriette Wagner                                                                               | [ 16 ] | Stolperstein              | Mannheim   | Schwetzingerstadt  | Heinrich-Lanz-Straße 28           | ehemaliges Wohnhaus                                                                   |      |
| Max Winterhalter                                                                               | [ 17 ] | Stolperstein              | Mannheim   | Waldhof            | Otto-Siffling-Straße 23 (Waldhof) |                                                                                       |      |

## Straßennamen und Plätze, die nach den Mitgliedern dieser Widerstandsgruppe benannt wurden.
| Name                         | REF | Art    | Stadt      | Stadtteil         | Straße / Weg / Platz     | Anmerkung, Bemerkung, Sonstiges  | Foto |
| ---------------------------- | --- | ------ | ---------- | ----------------- | ------------------------ | -------------------------------- | ---- |
| Philipp Brunnemer            |     | Straße | Mannheim   | Gartenstadt       | Philipp-Brunnemer-Weg    |                                  |      |
| Jakob Faulhaber              |     | Straße | Mannheim   | Waldhof           | Jakob-Faulhaber-Straße   |                                  |      |
| Albert Fritz                 |     | Straße | Mannheim   | Schönau           | Albert-Fritz-Weg         |                                  |      |
| Albert Fritz                 |     | Straße | Heidelberg | Kirchheim         | Albert-Fritz-Straße      | Straßenschild mit Legendenschild |      |
| Albert Fritz                 |     | Straße | Walldorf   |                   | Albert-Fritz-Straße      |                                  |      |
| Hans Heck                    |     | Straße | Mannheim   | Schönau           | Hans-Heck-Weg            |                                  |      |
| Anton Kurz                   |     | Straße | Mannheim   | Schönau           | Anton-Kurz-Straße        |                                  |      |
| Rudolf Langendorf            |     | Straße | Mannheim   | Friedrichsfeld    | Rudolf-Langendorf-Straße |                                  |      |
| Georg Lechleiter             |     | Straße | Mannheim   | Schwetzingerstadt | Lechleiter-Platz         |                                  |      |
| Ludwig Neischwander          |     | Straße | Mannheim   | Schönau           | Ludwig-Neischwander-Weg  |                                  |      |
| Bruno Rüffer                 |     | Straße | Mannheim   | Schönau           | Bruno-Rüffer-Straße      |                                  |      |
| Robert Schmoll               |     | Straße | Mannheim   | Schönau           | Robert-Schmoll-Weg       |                                  |      |
| Alfred Seitz und Käthe Seitz |     | Straße | Heidelberg | Neuenheim         | Seitzstraße              |                                  |      |
| Daniel Seizinger             |     | Straße | Mannheim   | Schönau           | Daniel-Seizinger-Weg     |                                  |      |
| Eugen Sigrist                |     | Straße | Mannheim   | Schönau           | Eugen-Sigrist-Weg        |                                  |      |
| Max Winterhalder             |     | Straße | Mannheim   | Schönau           | Max-Winterhalter-Ring    |                                  |      |

## Sonstige Formen des Gedenkens
| Name | REF    | Art                                   | Stadt     | Stadtteil | Straße / Weg / Platz | Anmerkung, Bemerkung, Sonstiges | Foto |
| --- | ------ | ------------------------------------- | --------- | --------- | -------------------- | ------------------------------- | ---- |
| Ausstellung „Widerstand gegen den Nationalsozialismus“ Geschichtswerkstatt der Gartenstadt (Mannheim, 2002) |        |                                       |           |           |                      |                                 |      |
| Johann Kupka                                                                                                |        | Siedlung                              | Ilvesheim |           |                      | Hans-Kupka-Siedlung             |      |
| Ludwig Moldrzyk Stolpersteine Guide im SWR 2                                                                |        | Radiosendung                          |           |           |                      |                                 |      |
| Podcast über die Lechleitergruppe                                                                           |        | Radiosendung                          |           |           |                      |                                 |      |
| Anette Langendorf                                                                                           | [ 18 ] | Filmbeitrag von Kommunalinfo Mannheim |           |           |                      |                                 |      |